# 鉄器

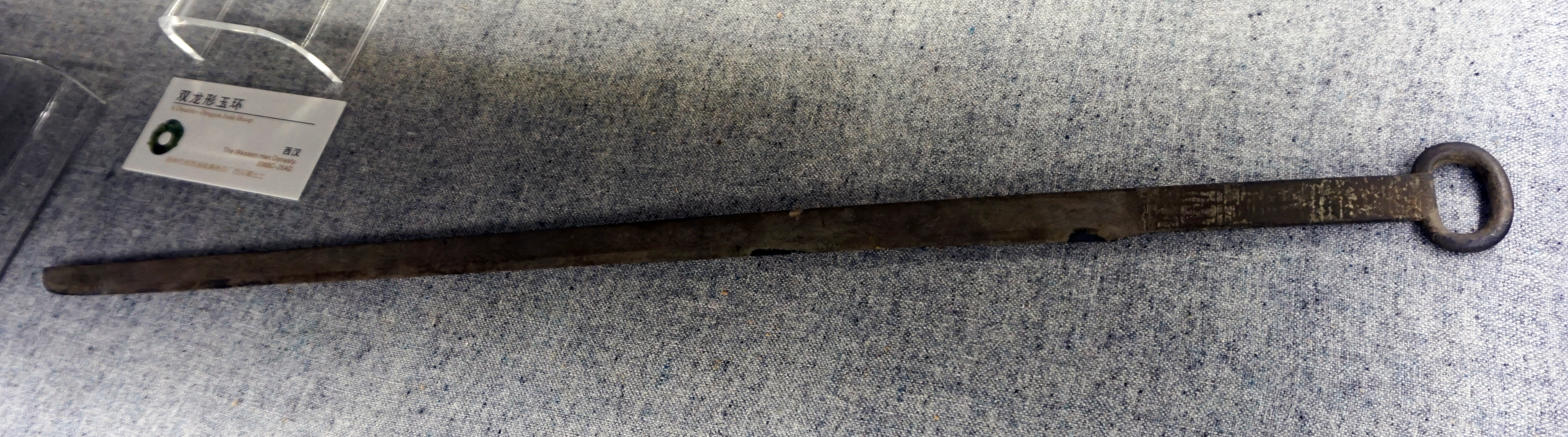
鉄で作られた中国・漢代の刀（環首刀）、激しく腐朽している

鉄器（てっき）とは、鋳鉄や鋼鉄を素材として鋳造・鍛造された鉄製の器具・道具である。
鍋、釜、鉄瓶などの調理器具が代表的な例である。他にも、文鎮、置物、花瓶、風鈴などがある。古代には農具、工具、武器などの多くが鉄器で作られていた時代があり、鉄器時代と呼ばれる。
強度、耐熱性、耐久性に優れている反面、錆びやすい、衝撃に弱く割れやすい欠点も持つ。

## 弥生時代の鉄器
弥生時代が始まり水田稲作が開始されて後の約600年後、中国東北系の鋳造鉄器が紀元前3世紀に北部九州に持ち込まれたことで日本に於ける鉄器使用が始まる。（紀元前３～４世紀の福岡県糸島郡二丈町の石崎曲り田遺跡の住居址から板状鉄斧の頭部が出土している。）前3世紀以降には朝鮮系の鎌などの小鉄器鍛造品も出現する。前2世紀以降には北部九州で鉄斧や鉄製鍬先や鋤先など農工具の鉄器化が進んだことによって耕地開発が進んだ。弥生時代の3世紀までに鉄器が普及していたのは北部九州地域に限られており、日本のその他の地域から出土する鉄器は僅かである。

## 古墳時代の鉄器
古墳時代前期には、板状鉄斧から袋状鉄斧に変わってゆく。これは簡単な技術で製作されていた鉄器が複雑な技術を要する鉄器へと発展していったことを示す事例である。鋤・鍬の列島的普及が前期前半に起こった。同様な時期に列島各地に稲の穂摘みの石包丁（弥生時代）が摘鎌へ替わってゆく。
武器では、鉄鏃・短剣形武器が大量に造られる。鉄鏃は「類銅鏃式」と呼ばれる巧妙な技術になり前期初頭に現れ、その後、規格化されつくられ、副葬品に多く加えられるようになる。短剣形は短剣・槍がつくられた。
中期には、U字形鋤先が製作技術とともに半島から輸入され、農具・開墾具として普及し、前期に普及した袋状鉄斧技術を駆逐して普及する。甲冑は、優れた金工技術が導入された中期中葉には、国内で生産されるようになる。こういった新しい技術で製作された武器・武具が副葬される。この時期には乗馬の風習が始まり、馬具が普及し中期後半期には副葬されるようになった。
後期には、鉄器が大量に副葬されることはなくなるが、優れた金工技術で製作された武器・武具・馬具類が副葬された。また、鉄の使用場面が増加し、木棺の組み立てに鉄釘が使われる例がみられるようになる。

## 有名な鉄器
- 南部鉄器：岩手県で生産される鉄器の総称
- 高岡鉄器：富山県で生産される鋳物製品。金型からの鋳造を得意としている。
- 大阪鉄器：大阪府で生産ていた鋳物製品。大阪では鉄砲等や茶釜の製造を得意としていた。
- 京都鉄瓶：茶の湯から発達した。南部鉄器の鉄瓶は、今日においては京都鉄瓶の流れを汲む[2]。京都鉄瓶は南部鉄器とは違い、銅蓋の利用、瓶底に鳴金が有る等の違いが見られる。
- 加賀鉄瓶：茶の湯から発達した。
- 山形鉄器：現在でも工房が集まっており、鉄瓶含む鉄器が生産されている。

そのほかにも全国各地に鉄器の生産地は存在した。また鉄器とは違うが、東京では銀製品(東京銀器)が発達している。